# Hilde Zadek
Hildegard Zadek detta Hilde (in ebraico: הילדה צאדק; Bromberg, 15 dicembre 1917 – Karlsruhe, 21 febbraio 2019) è stata un soprano tedesco naturalizzato austriaco.

## Biografia
Nacque nella Posnania allora parte dell'Impero tedesco annessa nel 1919 alla Polonia da una famiglia ebraica che nel 1920 si spostò a Stettino dove visse la sua giovinezza. Dopo la presa del potere di Hitler la famiglia emigrò nel 1934 nella Palestina britannica a Gerusalemme: qui Hilde studiò canto con il soprano ungherese Rose Pauly e svolse il lavoro di infermiera. Nel 1945 tornò in Europa e studiò canto a Zurigo con il soprano Ria Ginster.
Fece il suo debutto lirico il 3 febbraio 1947, alla Wiener Staatsoper con l' Aida riscuotendo grande successo, e rimase in questo teatro per 25 anni. L'anno seguente apparve per la prima volta al Festival di Salisburgo, nei ruoli di Donna Anna, Vitellia, Arianna. Il suo repertorio includeva anche: Elsa, Eve, Ifigenia, Tosca, ecc. Prese alla creazione dell'Antigonae di Carl Orff nel 1949, e cantò Magda Sorel nella prima a Vienna de  Il console  di Menotti nel 1950. Fu di scena anche all'Opera di Stato della Baviera di Monaco di Baviera e al Staatsoper Unter den Linden di Berlino.
Cantò alla Royal Opera House di Londra, al Glyndebourne Festival e all'Holland Festival, all'Opéra di Parigi, alla Monnaie di Bruxelles, alla Scala di Milano, al Maggio Musicale Fiorentino, al Teatro Bol'šoj di Mosca e al Metropolitan Opera House di New York (durante la stagione 1952-1953). Si esibì inoltre al San Francisco Opera e al Teatro Colón di Buenos Aires.
A partire dal 1967, insegnò all'Accademia di musica di Vienna, tenendovi corsi di perfezionamento. Si ritirò dai palcoscenici nel 1971.
Il 15 dicembre 2017, per i suoi cento anni, venne festeggiata con una mostra alla Wiener Staatsoper sulla sua carriera. Muore a Karlsruhe il 21 febbraio 2019 all’età di 101 anni.

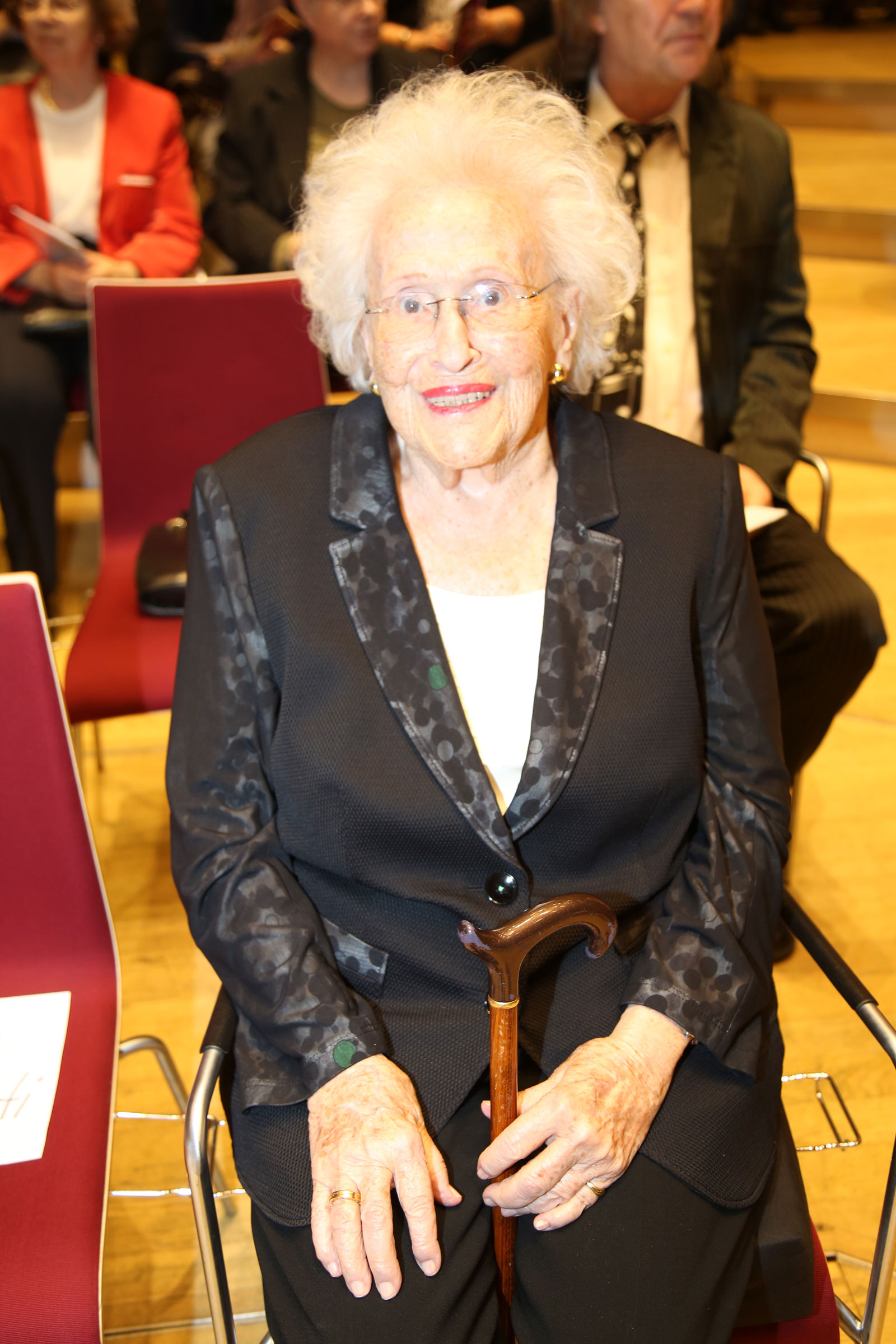
La Zadek nell'aprile 2015.

## Onorificenze
- Membro onorario della Wiener Staatsoper
- Laurea ad honoris causa del Hochschule für Musik Karlsruhe
- Medaglia d'oro d'onore del comune di Vienna - 1965